# One Nite Stand (Of Wolves and Sheep)
One Nite Stand (Of Wolves and Sheep) (englisch für ‚One-Night-Stand (von Wölfen und Schafen)‘) ist ein Popsong aus dem Jahr 2002, den Jerry Duplessis und O.G. Fortuna gemeinsam mit den Interpreten geschrieben haben. Interpretiert wurde er von der deutschen Popsängerin Sarah Connor und dem US-Rapper Wyclef Jean.
Die Single wurde am 2. September 2002 veröffentlicht. Es handelt sich um die erste Singleauskopplung ihres Albums Unbelievable.

## Hintergrundinformationen
Produziert wurde das Lied neben den Interpreten von Jerry Duplessis und O.G. Fortuna in den Platinum Sound Studios in New York und in den Hansa Studios in Berlin. Die Zusammenarbeit zwischen Connor und Jean kam zustande, nachdem sie sich 2001 bei einer Aftershow-Party von The Dome kennengelernt hatten. Eine Woche später sangen sie bei einem Auftritt in Berlin gemeinsam das Lied 911, das Jean ursprünglich mit Mary J. Blige aufgenommen hat. Danach schlug Jean vor, für Connors neues Album ein Lied zu schreiben. Während Wyclef Jeans Europatour trafen sich die zwei Sänger im Mai 2002 in den Hansa Studios in Berlin. Dort schrieben und nahmen sie in einer Nacht das Lied One Nite Stand (Of Wolves and Sheep) auf.

## Chartplatzierungen
Mit der Single One Nite Stand (Of Wolves and Sheep) landete Sarah Connor ihren dritten Top-10-Hit in Deutschland sowie weitere Charterfolge in Österreich und der Schweiz.
| ChartsChartplatzierungen | Höchstplatzierung | Wochen |
| ------------------------ | ----------------- | ------ |
| Deutschland (GfK)        | 5 (10 Wo.)        | 10     |
| Österreich (Ö3)          | 12 (21 Wo.)       | 21     |
| Schweiz (IFPI)           | 16 (10 Wo.)       | 10     |

| ChartsJahrescharts (2002) | Platzierung |
| ------------------------- | ----------- |
| Deutschland (GfK)         | 84          |